# Fontaine Saint-Elouan
La fontaine Saint-Elouan est située à Saint-Guen en France.

## Localisation
La fontaine est située sur la commune de Saint-Guen, dans le département des Côtes-d'Armor en région Bretagne.

## Description
La chapelle Saint-Eloan est reconstruite au XVIIe siècle, après destruction, ainsi que le tombeau recouvrant le lieu où reposaient autrefois les restes de Saint Elouan. À l'extérieur, l'enfeu renfermant le tombeau porte la date de 1633. Cet enfeu se compose d'une pierre tombale de style mérovingien, creusée en son centre par l'eau de la source. Le tombeau est contenu par une balustrade de pierre Renaissance et se compose, à la partie supérieure, d'un retable de pierre comprenant en son centre une niche abritant la statue de Saint Elouan, ainsi que la mention 1656.

## Historique
La fontaine est inscrite au titre des monuments historiques par arrêté du 11 juin 1964.

## Galerie

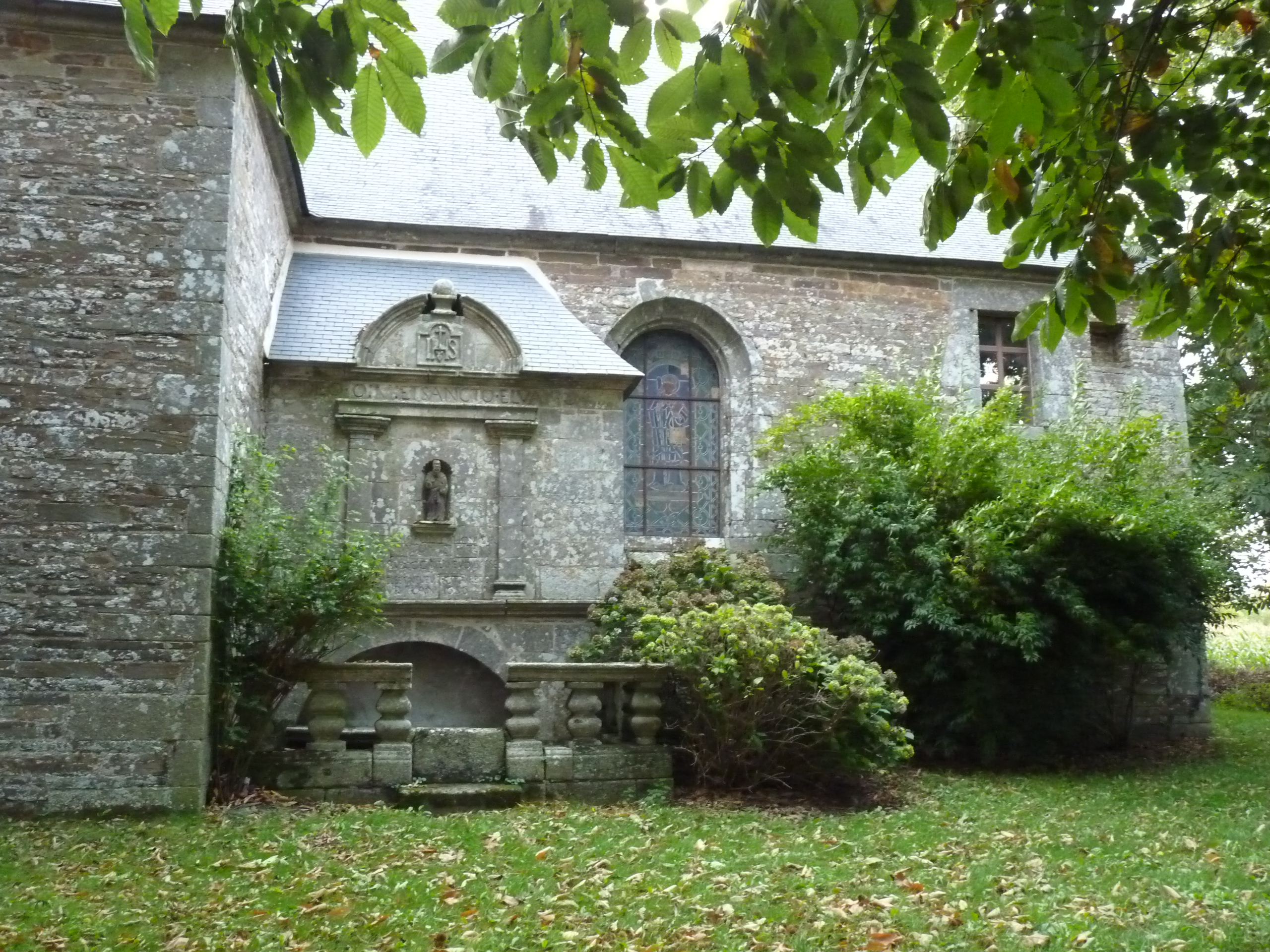
La chapelle et la fontaine Saint-Elouan.
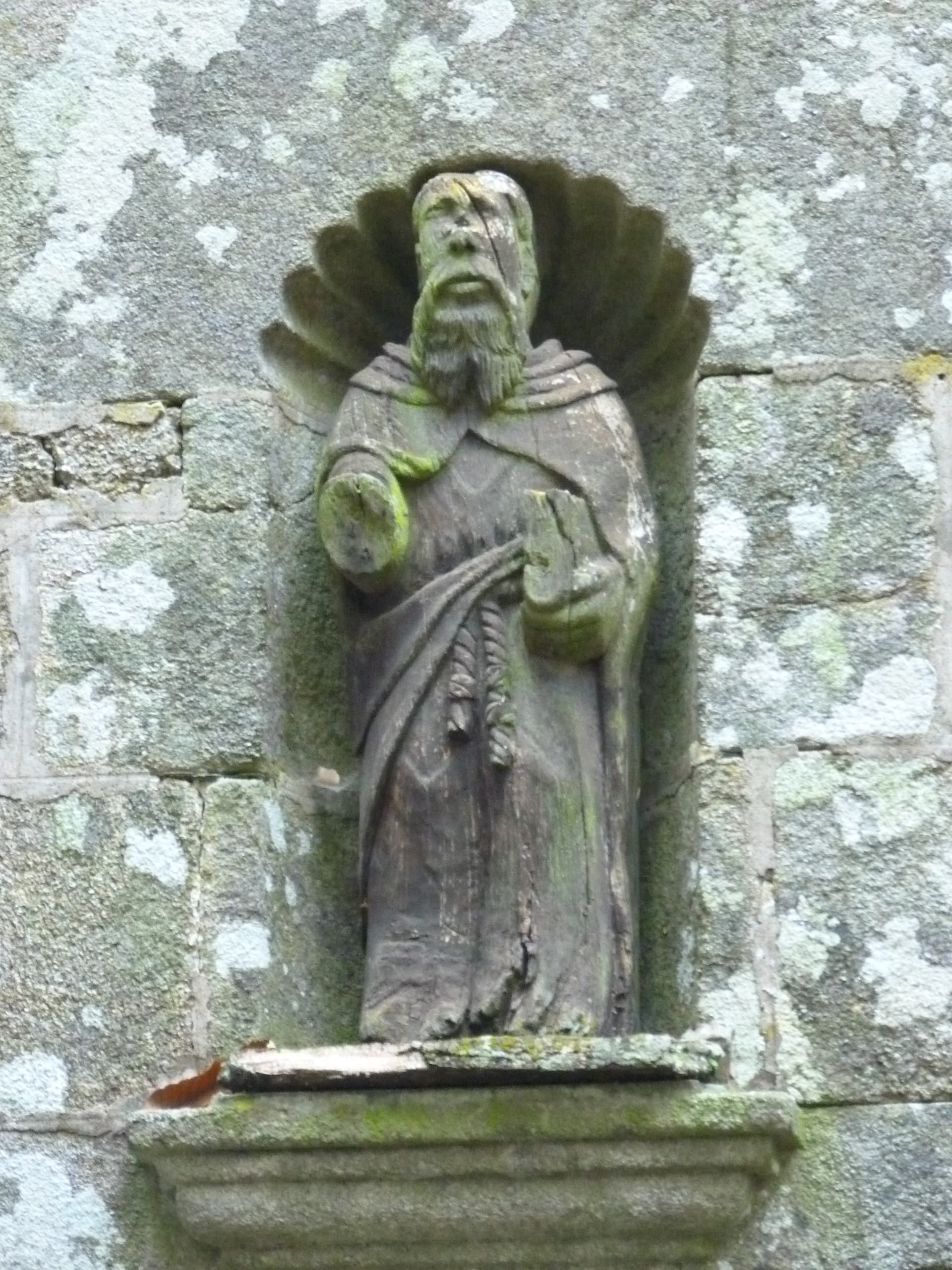
La statue de Saint Elouan.
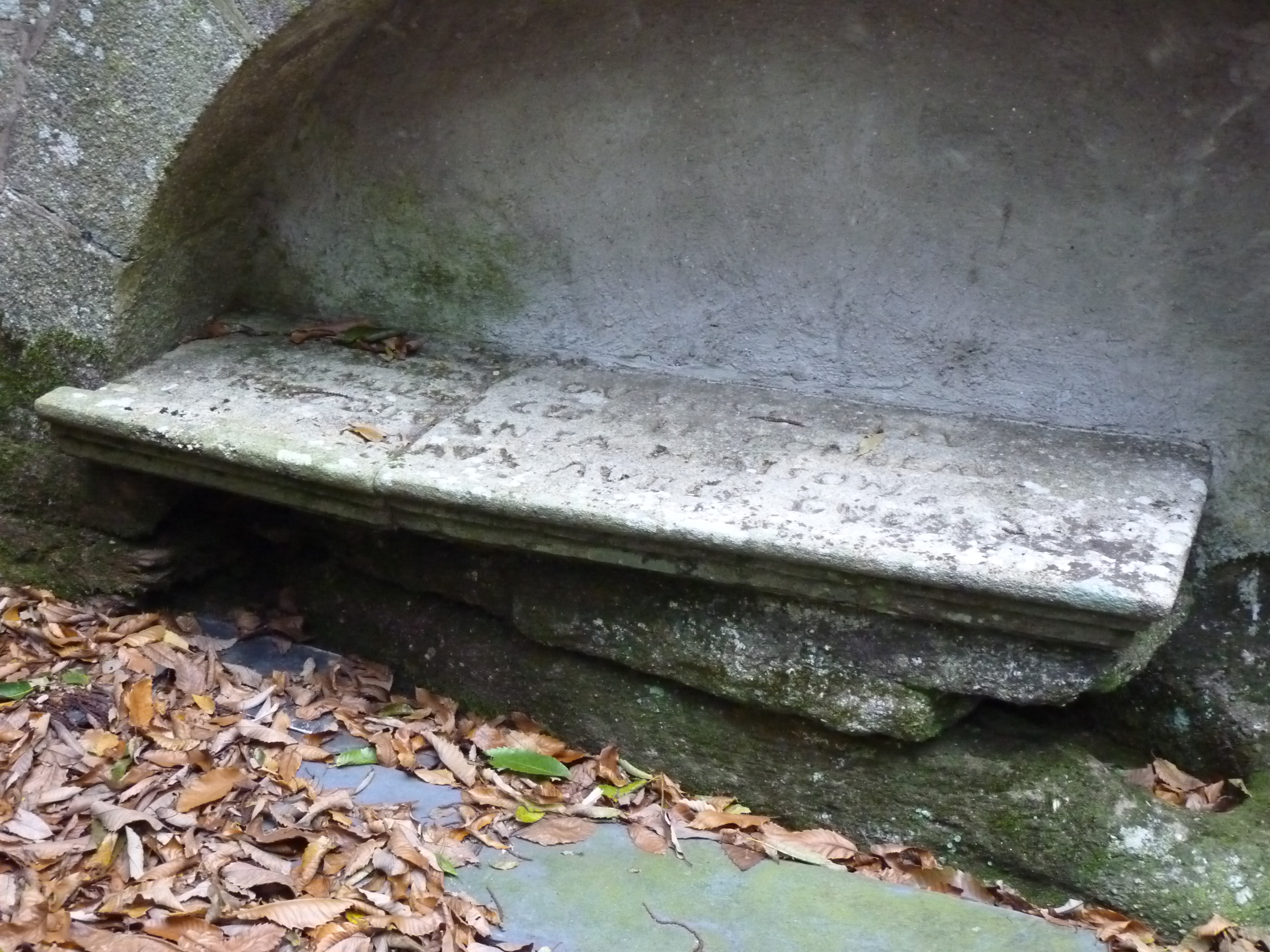
Le tombeau de Saint Elouan.